# 張綱 (成化進士)
張綱（1446年—?），字萬善，直隸滁州來安縣人，軍籍，明朝政治人物。進士出身。

## 生平
早年出身國子生，成化十年（1474年）甲午科應天府鄉試第一百二名。成化十四年（1478年）戊戌科會試第七十二名，殿試登進士第二甲第二十九名。任南京户部主事，历官员外郎。出任湖广岳州府知府。因不善迎合时好，调黎平府，后卒于家。

## 家族
曾祖張山秀。祖父張孟和。父張福。母吕氏。慈侍下。娶馮氏。子張楠，登正德戊辰进士。